# Bataille de la Sambre (1918)
Pour les articles homonymes, voir Bataille de la Sambre.
Pour la bataille de la Seconde Guerre mondiale, voir Bataille de la Sambre (1940).
Première Guerre mondiale
Batailles
Front d'Europe de l’Ouest
- Liège (8-1914)
- Namur (8-1914)
- Frontières (8-1914)
- Anvers (9-1914)
- Grande Retraite (9-1914)
- Marne (9-1914)
- Course à la mer (9-1914)
- Yser (10-1914)
- Messines (10-1914)
- Ypres (10-1914)
- Givenchy (12-1914)
- 1re Champagne (12-1914)
- Hartmannswillerkopf (1-1915)
- Neuve-Chapelle (3-1915)
- 2e Ypres (4-1915)
- Colline 60 (4-1915)
- Artois (5-1915)
- Festubert (5-1915)
- Quennevières (6-1915)
- Linge (7-1915)
- 2e Artois (9-1915)
- 2e Champagne (9-1915)
- Loos (9-1915)
- Verdun (2-1916)
- Redoute Hohenzollern (3-1916)
- Hulluch (4-1916)
- 1re Somme (7-1916)
- Fromelles (7-1916)
- Arras (4-1917)
- Vimy (4-1917)
- Chemin des Dames (4-1917)
- 3e Champagne (4-1917)
- 2e Messines (6-1917)
- Passchendaele (7-1917)
- Cote 70 (8-1917)
- 2e Verdun (8-1917)
- Malmaison (10-1917)
- Cambrai (11-1917)
- Bombardements de Paris (1-1918)
- Offensive du Printemps (3-1918)
- Lys (4-1918)
- Aisne (5-1918)
- Bois Belleau (6-1918)
- 2e Marne (7-1918)
- 4e Champagne (7-1918)
- Château-Thierry (7-1918)
- Le Hamel (7-1918)
- Amiens (8-1918)
- Cent-Jours (8-1918)
- 2e Somme (9-1918)
- Bataille de la ligne Hindenburg
- Meuse-Argonne (10-1918)
- Cambrai (10-1918)

Front italien
Front d'Europe de l’Est
Front des Balkans
Front du Moyen-Orient
Front africain
Bataille de l'Atlantique
La seconde bataille de la Sambre (4 novembre 1918) (qui inclut la seconde bataille de Guise et la bataille de Thiérache) est une partie de l'offensive finale européenne des Alliés lors de la Première Guerre mondiale.

## Contexte
Sur le front, la résistance allemande s'écroule. Un nombre sans précédent de prisonniers est fait lors de la bataille de la Selle et une nouvelle attaque est rapidement préparée. La Première armée française et les Première, Troisième et Quatrième armées britanniques sont rassemblées et reçoivent pour mission de progresser sur un front de 50 km à partir du sud du canal de Condé en direction de Maubeuge-Mons et de menacer Namur. Le but recherché était de, ensemble avec les forces américaines occupées à percer les forêts de l'Argonne, empêcher les efforts allemands de reformer une ligne défensive moins longue le long de la Meuse.
À l'aube du 4 novembre 1918, 17 divisions britanniques et 11 françaises lancent l'attaque. L'appui blindé fut limité à 37 chars faute de ressources.

## La bataille
Le premier obstacle à l'attaque au nord était le canal de la Sambre large de 18 à 21 mètres et les terres inondées l'entourant. C'est au même endroit que le BEF s'était battu quatre ans plus tôt. Le canal fut atteint en premier par les 13e et 9e corps britanniques. Les Allemands firent feu rapidement sur les assaillants et les corps s'empilèrent devant les ponts temporaires placés avant le déluge de feu. La 1re et la 32e division d'infanterie britannique du 9e corps perdirent 1 160 hommes  dans le franchissement du canal. Après celui-ci, les Allemands continuèrent d'opposer une résistance dans les villages et les champs et à la mi-journée, une brèche de 3,2 km de profondeur sur 24 de large était sécurisée. Le lieutenant-colonel Johnson fut décoré de la Victoria Cross pour avoir mené le second bataillon du Royal Sussex Regiment lors du franchissement.
Plus au nord, les 4 et 5e corps britanniques lancèrent l'attaque dans la forêt de Mormal. Au Quesnoy, la défense allemande fut totalement aléatoire, le 13e Royal Welsh Fusiliers ne dut pas faire usage de ses armes tandis que le 9e Bataillon de la 17e Division perdit tous ses officiers sauf 2 et 226 sur 583 soldats. Malgré cela, la progression continuait et les objectifs furent atteints le 4 ou le jour suivant.
Au sud, la première armée française capture lors de l'attaque, Guise (la seconde bataille de Guise) et Origny-en-Thiérache (la bataille de la Thiérache).
Il résultat une tête de pont de 80 km de long et profonde de 5 km environ.
À partir de ce point, l'avance alliée au nord se fit rapidement avec parfois plus de 8 km par jour jusqu'à la ligne de l'Armistice, le 11 novembre partant de Gand jusque Cousolre et Sivry en passant par Bauffe, Havré et Hourain.

## Divers
Au cours de cette bataille fut tué le poète anglais Wilfred Owen.

## Source
- (en) Cet article est partiellement ou en totalité issu de l’article de Wikipédia en anglais intitulé « Battle of the Sambre (1918) » (voir la liste des auteurs).

## Note
1. ↑  La première bataille de la Sambre étant mieux connue sous le nom de bataille de Charleroi